# Seznam osebnih imen na C
Seznam osebnih imen, ki se pričnejo s črko C.

## Seznam

### Ca
- Carmen
- Carolina

### Ce
- Cecilija
- Celestin
- Celestina
- Cene
- Ciril

### Ch
- Charles
- Charlie
- Charlotte
- Chiara
- Chris
- Christina
- Christian
- Christopher

### Ci
- Cicilija
- Cilka
- Cindy
- Ciril
- Cirila
- Cita

### Cl
- Clara
- Claudia
- Claudio

### Cr
- Cristina
- Cristian

### Cv
- Cveta
- Cvetana
- Cvetka
- Cvetko
- Cveto